# Kutxuguri (Bélgorod)
|  | Per a altres significats, vegeu «Kutxuguri». |

Kutxuguri - Кучугуры (rus) - és un poble (un khútor) de l'óblast de Bélgorod, a Rússia. El 2010 tenia 20 habitants. Pertany al districte (raion) de Rovenkí.